# Victoria Melita av Sachsen-Coburg-Gotha
Victoria Melita av Sachsen-Coburg-Gotha, född 25 november 1876 i San Antonpalatset på Malta, död 2 mars 1936 i Amorbach i Bayern i Tyskland, var storhertiginna av Hessen och storfurstinna av Ryssland. Hon var dotter till hertig Alfred av Sachsen-Coburg-Gotha och Maria Alexandrovna av Ryssland. 
Hon gifte sig 1894 med sin kusin storhertig Ernst Ludvig av Hessen, skilde sig från honom 1901 och gifte 1905 om sig med sin kusin storfurst Kirill Vladimirovitj av Ryssland. Hennes andra äktenskap orsakade skandal eftersom hon var frånskild och på grund av att paret var kusiner, vilket var förbjudet enligt den ortodoxa tron, och paret fråntogs sina titlar och maken sin plats i tronföljden. De levde i Paris fram till 1909, då de kunde bosätta sig i Ryssland och fick en plats i tronföljden och kejserlig status. Hon var genom sitt äktenskap titulärkejsarinna av Ryssland 1924–1936, då maken förklarade sig rysk pretendent.

## Tidigt liv
Victoria fick en sträng uppfostran och beskrivs som blyg och allvarlig, inte vacker men attraktiv och tilldragande. Hon var inom familjen känd som "Ducky". Familjen levde i Tyskland från 1889, då fadern blev tronarvinge till tronen i Sachsen-Coburg-Gotha. Hon mötte Kirill Vladimirovitj av Ryssland under ett besök i Ryssland 1891 och paret blev förälskade i varandra, men fick inte gifta sig eftersom ett äktenskap mellan kusiner var förbjudet enligt den ortodoxa tron. 
Hennes farmor Viktoria I av Storbritannien observerade att hon kom väl överens med sin andre kusin, Ernst Ludvig av Hessen, och deras äktenskap arrangerades mot båda parters vilja 1894. Bröllopet i Coburg var en av sin tids största händelser inom kungliga kretsar och en stor del av Europas hov var närvarande. Det var vid detta tillfälle som hennes svägerska, den blivande tsaritsan Alexandra av Hessen, mötte tsar Nikolaj II av Ryssland för första gången.

## Storhertiginna av Hessen
Dottern Elisabeth av Hessen föddes 1895. Äktenskapet blev snart olyckligt och makarna levde skilda liv, med vitt skilda intressen. De tyckte dock båda om att arrangera informella fester för unga vänner, och deras hem beskrivs som ett centrum för nöjen och fest. Hon tyckte dock illa om sin roll som storhertiginna, representerade dåligt och gjorde sig illa omtyckt med sin ignorans av konventionen och vad som ansågs passande, vilket ledde till våldsamma konflikter med maken. Då hon 1897 ertappade honom med att vara otrogen med en man, avslutades i realiteten deras förhållande. 
Kontrahenternas respektive farmor och mormor, Viktoria I av Storbritannien, vägrade tillåta dem en skilsmässa på grund av deras dotter, men då hon dog 1901 kunde skilsmässan genomföras till lättnad för båda parter, med delad vårdnad om dottern och Victoria flyttade till sin mor på Rivieran. Skilsmässan orsakade en enorm skandal i Europas kungliga kretsar. Dottern Elisabeth dog av tyfus 1903.

## Storfurstinna av Ryssland
Medvetenheten som fanns om att Victoria och Kirill Vladimirovitj av Ryssland fortfarande var förälskade i varandra gjorde att Kirill förvisades till Asien på rekommendation av tsaritsan, Victorias före detta svägerska. Kirills föräldrar tyckte också illa om förälskelsen och hans mor försökte övertala honom att ta Victoria enbart till älskarinna. 
Efter att ha deltagit i rysk-japanska kriget återvände Kirill till Ryssland som krigshjälte och fick därmed tillstånd att åka utomlands. Han reste direkt till Tyskland där han gifte sig med Victoria 1905. Han fråntogs då sitt underhåll och förvisades från Ryssland, och paret levde i Paris på underhåll från sina föräldrar. Victoria konverterade till den ortodoxa tron 1907, samma år som dottern Maria föddes. Den andra dottern Kira föddes 1909 och sonen Vladimir 1917, i Borgå.
År 1909 fick paret tillåtelse att bosätta sig i Ryssland, efter att ett antal dödsfall hade placerat Kirill som trea i tronföljdsordningen. Victoria deltog ivrigt i Sankt Petersburgs societet där hon arrangerade baler och blev känd för sin originella inredning och de fantasifulla porträtten av sina vänner. Under första världskriget arbetade hon som sjuksköterska för röda korset och organiserade en sjukvårdsambulans som beskrevs som en av de mest effektiva organisationerna i Ryssland. 
Efter tsarens abdikation under ryska revolutionen 1917 gjorde maken med hennes stöd ett misslyckat försök att ta ledningen och överta tronen. Familjen fick bolsjevikernas tillstånd att resa till Finland, där de bodde på Haiko gård och sökte ekonomiskt stöd av släkten.

## Senare liv
1918 bad hon sin kusin, den svenska kronprinsessan Margareta om ekonomisk hjälp. Hon bad även Georg V av Storbritannien om politisk hjälp och en militär intervention på vit sida under det ryska inbördeskriget, men misslyckades. 
Familjen flyttade så småningom via Tyskland till Saint-Briac i Frankrike. Victoria fick under sina besök i Tyskland en välvillig uppfattning om nazismen, som hon gav bidrag till. Hon stödde 1924 makens beslut att förklara sig för rättmätig rysk exilmonark och arbetade sedan för att återinföra monarkin i Ryssland; samma år gjorde hon en diplomatisk resa till USA, där hon utan framgång försökte vinna stöd för sin sak.
Förhållandet med maken tog slut efter upptäckten av hans långvariga otrohet 1933, men paret bodde fortsatt tillsammans och hade ett behagligt umgängesliv i Saint-Briac, där de tilltalades med kungliga titlar.

## Bildgalleri

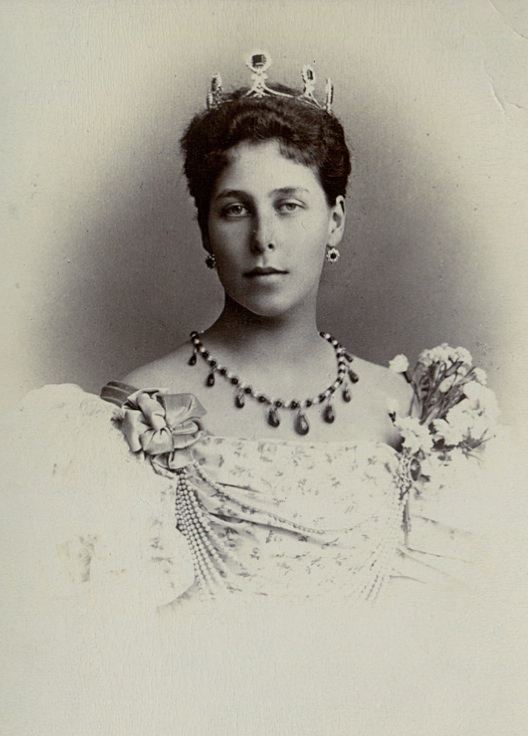
Victoria Melita av Sachsen-Coburg-Gotha, ca 1900.
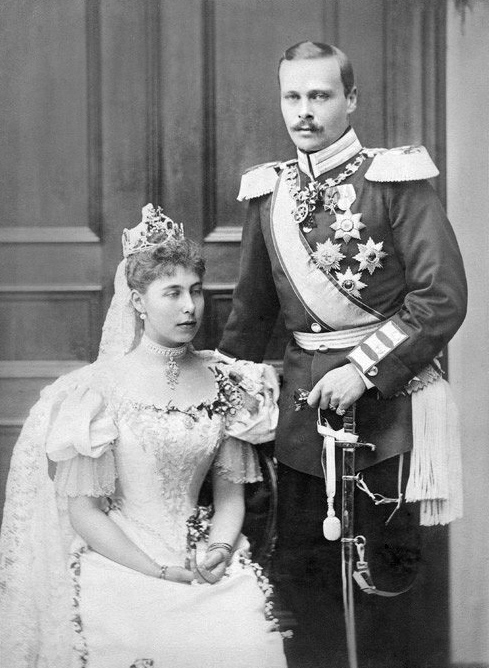
Victoria Melita och Ernst Ludwig vid bröllopet 1894.
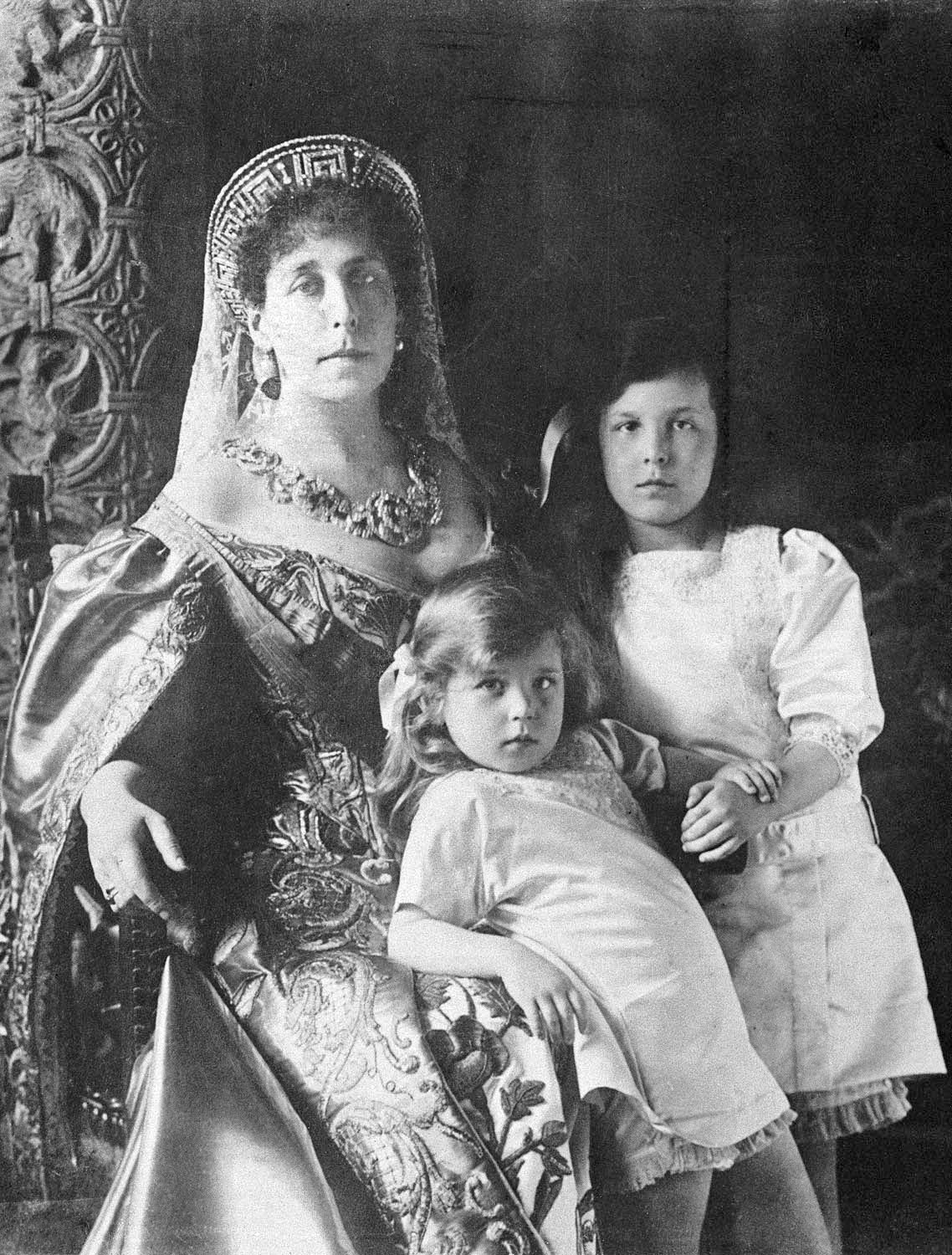
Storfurstinnan Victoria Feodorovna med sina två döttrar.

## Anfäder
|                                         |  |  |  |  |  |  |  |                                |  |  |  |  |  |  |  |                                |  |  |  |  |  |  |  | Ernst I av Sachsen-Coburg-Gotha             |
|                                         |  |  |  |  |  |  |  |                                |  |  |  |  |  |  |  |                                |  |  |  |  |  |  |  |                                             |
|                                         |  |  |  |  |  |  |  |                                |  |  |  |  |  |  |  | Albert av Sachsen-Coburg-Gotha |  |  |  |  |  |  |  |                                             |
|                                         |  |  |  |  |  |  |  |                                |  |  |  |  |  |  |  |                                |  |  |  |  |  |  |  |                                             |
|                                         |  |  |  |  |  |  |  |                                |  |  |  |  |  |  |  |                                |  |  |  |  |  |  |  | Louise av Sachsen-Gotha-Altenburg           |
|                                         |  |  |  |  |  |  |  |                                |  |  |  |  |  |  |  |                                |  |  |  |  |  |  |  |                                             |
|                                         |  |  |  |  |  |  |  | Alfred av Sachsen-Coburg-Gotha |  |  |  |  |  |  |  |                                |  |  |  |  |  |  |  |                                             |
|                                         |  |  |  |  |  |  |  |                                |  |  |  |  |  |  |  |                                |  |  |  |  |  |  |  |                                             |
|                                         |  |  |  |  |  |  |  |                                |  |  |  |  |  |  |  |                                |  |  |  |  |  |  |  | Prins Edvard, hertig av Kent och Strathearn |
|                                         |  |  |  |  |  |  |  |                                |  |  |  |  |  |  |  |                                |  |  |  |  |  |  |  |                                             |
|                                         |  |  |  |  |  |  |  |                                |  |  |  |  |  |  |  | Viktoria av Storbritannien     |  |  |  |  |  |  |  |                                             |
|                                         |  |  |  |  |  |  |  |                                |  |  |  |  |  |  |  |                                |  |  |  |  |  |  |  |                                             |
|                                         |  |  |  |  |  |  |  |                                |  |  |  |  |  |  |  |                                |  |  |  |  |  |  |  | Viktoria av Sachsen-Coburg-Saalfeld         |
|                                         |  |  |  |  |  |  |  |                                |  |  |  |  |  |  |  |                                |  |  |  |  |  |  |  |                                             |
| Victoria Melita av Sachsen-Coburg-Gotha |  |  |  |  |  |  |  |                                |  |  |  |  |  |  |  |                                |  |  |  |  |  |  |  |                                             |
|                                         |  |  |  |  |  |  |  |                                |  |  |  |  |  |  |  |                                |  |  |  |  |  |  |  | Nikolaj I av Ryssland                       |
|                                         |  |  |  |  |  |  |  |                                |  |  |  |  |  |  |  |                                |  |  |  |  |  |  |  |                                             |
|                                         |  |  |  |  |  |  |  |                                |  |  |  |  |  |  |  | Alexander II av Ryssland       |  |  |  |  |  |  |  |                                             |
|                                         |  |  |  |  |  |  |  |                                |  |  |  |  |  |  |  |                                |  |  |  |  |  |  |  |                                             |
|                                         |  |  |  |  |  |  |  |                                |  |  |  |  |  |  |  |                                |  |  |  |  |  |  |  | Alexandra Feodorovna                        |
|                                         |  |  |  |  |  |  |  |                                |  |  |  |  |  |  |  |                                |  |  |  |  |  |  |  |                                             |
|                                         |  |  |  |  |  |  |  | Maria Alexandrovna av Ryssland |  |  |  |  |  |  |  |                                |  |  |  |  |  |  |  |                                             |
|                                         |  |  |  |  |  |  |  |                                |  |  |  |  |  |  |  |                                |  |  |  |  |  |  |  |                                             |
|                                         |  |  |  |  |  |  |  |                                |  |  |  |  |  |  |  |                                |  |  |  |  |  |  |  | Ludvig II av Hessen-Darmstadt               |
|                                         |  |  |  |  |  |  |  |                                |  |  |  |  |  |  |  |                                |  |  |  |  |  |  |  |                                             |
|                                         |  |  |  |  |  |  |  |                                |  |  |  |  |  |  |  | Maria Alexandrovna             |  |  |  |  |  |  |  |                                             |
|                                         |  |  |  |  |  |  |  |                                |  |  |  |  |  |  |  |                                |  |  |  |  |  |  |  |                                             |
|                                         |  |  |  |  |  |  |  |                                |  |  |  |  |  |  |  |                                |  |  |  |  |  |  |  | Wilhelmine av Baden                         |
|                                         |  |  |  |  |  |  |  |                                |  |  |  |  |  |  |  |                                |  |  |  |  |  |  |  |                                             |